# Record statunitensi del nuoto
I record statunitensi del nuoto sono i tempi più veloci mai nuotati in una competizione da un nuotatore rappresentante gli Stati Uniti.

Ogni record, maschile, femminile, in vasca lunga (50 m) e in vasca corta (sia 25 metri che 25 yard), viene ratificato dalla USA Swimming.
(Dati aggiornati al 23 febbraio 2024)

## Vasca lunga (50m)

### Uomini
| Gara                     | Tempo    | +                   | Atleta                                                                                        | Data           | Evento                       | Luogo                     | Ref   |
| ------------------------ | -------- | ------------------- | --------------------------------------------------------------------------------------------- | -------------- | ---------------------------- | ------------------------- | ----- |
| Stile libero             |          |                     |                                                                                               |                |                              |                           |       |
| 50 m                     | 21"04    |                     | Caeleb Dressel                                                                                | 27 luglio 2019 | Campionati mondiali          | Gwangju, Corea del Sud    |       |
| 100 m                    | 46"96    |                     | Caeleb Dressel                                                                                | 25 luglio 2019 | Campionati mondiali          | Gwangju, Corea del Sud    |       |
| 200 m                    | 1'42"96  | Record panamericano | Michael Phelps                                                                                | 12 agosto 2008 | Giochi olimpici              | Pechino, Cina             | [ 1 ] |
| 400 m                    | 3'42"78  |                     | Larsen Jensen                                                                                 | 10 agosto 2008 | Giochi olimpici              | Pechino, Cina             | [ 2 ] |
| 800 m                    | 7'39"36  | Record panamericano | Robert Finke                                                                                  | 21 giugno 2022 | Campionati mondiali          | Budapest, Ungheria        |       |
| 1500 m                   | 14'36"70 | Record panamericano | Robert Finke                                                                                  | 25 giugno 2022 | Campionati mondiali          | Budapest, Ungheria        |       |
| Dorso                    |          |                     |                                                                                               |                |                              |                           |       |
| 50 m                     | 23"71    | Record mondiale     | Hunter Armstrong                                                                              | 28 aprile 2022 | Campionati statunitensi      | Greensboro, Stati Uniti   |       |
| 100 m                    | 51"85    | s                   | Ryan Murphy                                                                                   | 13 agosto 2016 | Giochi olimpici              | Rio de Janeiro, Brasile   | [ 3 ] |
| 200 m                    | 1'51"92  | Record mondiale     | Aaron Peirsol                                                                                 | 31 luglio 2009 | Campionati mondiali          | Roma, Italia              | [ 4 ] |
| Rana                     |          |                     |                                                                                               |                |                              |                           |       |
| 50 m                     | 26"45    |                     | Nic Fink                                                                                      | 21 giugno 2022 | Campionati mondiali          | Budapest, Ungheria        |       |
| 100 m                    | 58"14    | Record panamericano | Michael Andrew                                                                                | 13 giugno 2021 | Campionati statunitensi      | Omaha, Stati Uniti        |       |
| 200 m                    | 2'06"54  | Record panamericano | Matt Fallon                                                                                   | 19 giugno 2024 | Trials olimpici statunitensi | Indianapolis, Stati Uniti |       |
| Farfalla                 |          |                     |                                                                                               |                |                              |                           |       |
| 50 m                     | 22"35    | Record panamericano | Caeleb Dressel                                                                                | 22 luglio 2019 | Campionati mondiali          | Gwangju, Corea del Sud    |       |
| 100 m                    | 49"45    | Record mondiale     | Caeleb Dressel                                                                                | 31 luglio 2021 | Giochi olimpici              | Tokyo, Giappone           |       |
| 200 m                    | 1'51"51  | Record panamericano | Michael Phelps                                                                                | 29 luglio 2009 | Campionati mondiali          | Roma, Italia              | [ 5 ] |
| Misti                    |          |                     |                                                                                               |                |                              |                           |       |
| 200 m                    | 1'54"00  | Record mondiale     | Ryan Lochte                                                                                   | 28 luglio 2011 | Campionati mondiali          | Shanghai, Cina            | [ 6 ] |
| 400 m                    | 4'03"84  | Record mondiale     | Michael Phelps                                                                                | 10 agosto 2008 | Giochi olimpici              | Pechino, Cina             | [ 7 ] |
| Staffette a stile libero |          |                     |                                                                                               |                |                              |                           |       |
| 4 × 100 m                | 3'08"24  | Record mondiale     | Michael Phelps (47"51) Garrett Weber-Gale (47"02) Cullen Jones (47"65) Jason Lezak (46"06)    | 11 agosto 2008 | Giochi olimpici              | Pechino, Cina             | [ 8 ] |
| 4 × 200 m                | 6'58"55  | Record mondiale     | Michael Phelps (1'44"49) Ricky Berens (1'44"13) David Walters (1'45"47) Ryan Lochte (1'44"46) | 31 luglio 2009 | Campionati mondiali          | Roma, Italia              | [ 9 ] |
| Staffetta mista          |          |                     |                                                                                               |                |                              |                           |       |
| 4 × 100 m                | 3'26"78  | Record mondiale     | Ryan Murphy (52"31) Michael Andrew (58"49) Caeleb Dressel (49"09) Zach Apple (46"95)          | 1 agosto 2021  | Giochi olimpici              | Tokyo, Giappone           |       |

Legenda:  - Record del mondo;  - Record americano;

Record non ottenuti in finale: (b) - batteria; (sf) - semifinale; (s) - staffetta prima frazione.

### Donne
| Gara                     | Tempo    | +                   | Atleta                                                                                              | Data             | Evento                       | Luogo                        | Ref    |
| ------------------------ | -------- | ------------------- | --------------------------------------------------------------------------------------------------- | ---------------- | ---------------------------- | ---------------------------- | ------ |
| Stile libero             |          |                     | |                  |                              |                              |        |
| 50 m                     | 23"91    | Record panamericano | Kate Douglass                                                                                       | 18 Febbraio 2024 | Campionati mondiali          | Doha, Qatar                  | [ 10 ] |
| 100 m                    | 52"04    | Record panamericano | Simone Manuel                                                                                       | 26 luglio 2019   | Campionati mondiali          | Budapest, Ungheria           |        |
| 200 m                    | 1'53"61  | Record panamericano | Allison Schmitt                                                                                     | 31 luglio 2012   | Giochi olimpici              | Londra, Regno Unito          | [ 11 ] |
| 400 m                    | 3'56"46  | Record panamericano | Katie Ledecky                                                                                       | 7 agosto 2016    | Giochi olimpici              | Rio de Janeiro, Brasile      | [ 12 ] |
| 800 m                    | 8'04"12  | Record mondiale     | Katie Ledecky                                                                                       | 3 maggio 2025    | TYR Pro Swim Series          | Fort Lauderdale, Stati Uniti |        |
| 1500 m                   | 15'20"48 | Record mondiale     | Katie Ledecky                                                                                       | 16 maggio 2018   | TYR Pro Swim Series          | Indianapolis, Stati Uniti    | [ 13 ] |
| Dorso                    |          |                     | |                  |                              |                              |        |
| 50 m                     | 26"97    | Record panamericano | Katharine Berkoff                                                                                   | 5 giugno 2025    | Campionati statunitensi      | Indianapolis, Stati Uniti    |        |
| 100 m                    | 57"13    | Record panamericano | Regan Smith                                                                                         | 19 giugno 2024   | Trials olimpici statunitensi | Indianapolis, Stati Uniti    |        |
| 200 m                    | 2'03"35  | sf                  | Regan Smith                                                                                         | 26 luglio 2019   | Campionati mondiali          | Gwangju, Corea del Sud       |        |
| Rana                     |          |                     | |                  |                              |                              |        |
| 50 m                     | 29"40    |                     | Lilly King                                                                                          | 30 luglio 2017   | Campionati mondiali          | Budapest, Ungheria           | [ 14 ] |
| 100 m                    | 1'04"13  | Record mondiale     | Lilly King                                                                                          | 25 luglio 2017   | Campionati mondiali          | Budapest, Ungheria           | [ 15 ] |
| 200 m                    | 2'19"24  | Record panamericano | Kate Douglass                                                                                       | 1º agosto 2012   | Giochi olimpici              | Parigi, Francia              |        |
| Farfalla                 |          |                     | |                  |                              |                              |        |
| 50 m                     | 24"66    | Record panamericano | Gretchen Walsh                                                                                      | 4 giugno 2025    | Campionati statunitensi      | Indianapolis, Stati Uniti    |        |
| 100 m                    | 54"60    |                     | Gretchen Walsh                                                                                      | 3 maggio 2025    | TYR Pro Swim Series          | Fort Lauderdale, Stati Uniti |        |
| 200 m                    | 2'03"84  | Record panamericano | Regan Smith                                                                                         | 1 agosto 2024    | Giochi olimpici              | Parigi, Francia              |        |
| Misti                    |          |                     | |                  |                              |                              |        |
| 200 m                    | 2'06"15  |                     | Ariana Kukors                                                                                       | 27 luglio 2009   | Campionati mondiali          | Roma, Italia                 | [ 16 ] |
| 400 m                    | 4'31"12  |                     | Katie Hoff                                                                                          | 29 giugno 2008   | Trials olimpici USA          | Omaha, Stati Uniti           |        |
| Staffette a stile libero |          |                     | |                  |                              |                              |        |
| 4 × 100 m                | 3'30"20  | Record panamericano | Kate Douglass (52"98) Gretchen Walsh (52"55) Torri Huske (52"06) Simone Manuel (52"61)              | 27 luglio 2024   | Giochi Olimpici              | Parigi, Francia              |        |
| 4 × 200 m                | 7'40"73  | Record panamericano | Allison Schmitt (1'56"34) Paige Madden (1'55"25) Katie McLaughlin (1'55"38) Katie Ledecky (1'53"76) | 29 luglio 2021   | Giochi olimpici              | Tokyo, Giappone              |        |
| Staffetta mista          |          |                     | |                  |                              |                              |        |
| 4 × 100 m                | 3'49"63  | Record mondiale     | Regan Smith (57"28) Lilly King (1'04"81) Gretchen Walsh (55"03) Torri Huske (52"42)                 | 4 agosto 2024    | Giochi Olimpici              | Parigi, Francia              |        |

Legenda:  - Record del mondo;  - Record americano;

Record non ottenuti in finale: (b) - batteria; (sf) - semifinale; (s) - staffetta prima frazione.

### Mista
| Gara                     | Tempo   | +               | Atleta                                                                                       | Data           | Evento              | Luogo                  | Ref    |
| ------------------------ | ------- | --------------- | -------------------------------------------------------------------------------------------- | -------------- | ------------------- | ---------------------- | ------ |
| Staffetta a stile libero |         |                 |                                                                                              |                |                     |                        |        |
| 4 × 100 m                | 3'19"40 | Record mondiale | Caeleb Dressel (47"34) Zachary Apple (47"34) Mallory Comerford (52"72) Simone Manuel (52"00) | 27 luglio 2019 | Campionati mondiali | Gwangju, Corea del Sud |        |
| Staffetta mista          |         |                 |                                                                                              |                |                     |                        |        |
| 4 × 100 m                | 3'38"56 | Record mondiale | Matt Grevers (52"32) Lilly King (1'04"15) Caeleb Dressel (49"92) Simone Manuel (52"17)       | 26 luglio 2017 | Campionati mondiali | Budapest, Ungheria     | [ 17 ] |

Legenda:  - Record del mondo;  - Record americano;

Record non ottenuti in finale: (b) - batteria; (sf) - semifinale; (s) - staffetta prima frazione.

## Vasca corta (25m)

### Uomini
| Gara                     | Tempo    | +                   | Atleta                                                                                      | Data             | Evento                        | Luogo                      | Ref    |
| ------------------------ | -------- | ------------------- | ------------------------------------------------------------------------------------------- | ---------------- | ----------------------------- | -------------------------- | ------ |
| Stile libero             |          |                     |                                                                                             |                  |                               |                            |        |
| 50 m                     | 20"16    |                     | Caeleb Dressel                                                                              | 21 novembre 2020 | International Swimming League | Budapest, Ungheria         |        |
| 100 m                    | 45"05    |                     | Jack Alexy                                                                                  | 10 dicembre 2024 | Campionati mondiali           | Budapest, Ungheria         |        |
| 200 m                    | 1'40"49  | Record mondiale     | Luke Hobson                                                                                 | 15 dicembre 2024 | Campionati mondiali           | Budapest, Ungheria         |        |
| 400 m                    | 3'34"38  | Record panamericano | Kieran Smith                                                                                | 15 dicembre 2022 | Campionati mondiali           | Melbourne, Australia       |        |
| 800 m                    | 7'30"41  |                     | David Johnston                                                                              | 24 agosto 2022   | Campionati australiani        | Sydney, Australia          |        |
| 1500 m                   | 14'19"29 | Record panamericano | Connor Jaeger                                                                               | 12 dicembre 2015 | Duel in the Pool              | Indianapolis, Stati Uniti  | [ 18 ] |
| Dorso                    |          |                     |                                                                                             |                  |                               |                            |        |
| 50 m                     | 22"53    | Record panamericano | Ryan Murphy                                                                                 | 25 novembre 2021 | International Swimming League | Eindhoven, Paesi Bassi     |        |
| 100 m                    | 48"33    | Record mondiale     | Coleman Stewart                                                                             | 29 agosto 2021   | International Swimming League | Napoli, Italia             |        |
| 200 m                    | 1'46"68  | Record panamericano | Ryan Lochte                                                                                 | 19 dicembre 2010 | Campionati mondiali           | Dubai, Emirati Arabi Uniti | [ 19 ] |
| Rana                     |          |                     |                                                                                             |                  |                               |                            |        |
| 50 m                     | 25"38    | Record panamericano | Nic Fink                                                                                    | 18 dicembre 2022 | Campionati mondiali           | Melbourne, Australia       |        |
| 100 m                    | 55"56    | Record panamericano | Nic Fink                                                                                    | 4 dicembre 2021  | International Swimming League | Eindhoven, Paesi Bassi     |        |
| 200 m                    | 2'01"60  | Record panamericano | Nic Fink                                                                                    | 16 dicembre 2022 | Campionati mondiali           | Melbourne, Australia       |        |
| Farfalla                 |          |                     |                                                                                             |                  |                               |                            |        |
| 50 m                     | 21"99    |                     | Tom Shields                                                                                 | 9 ottobre 2021   | Coppa del mondo               | Budapest, Ungheria         |        |
| 100 m                    | 47"78    | Record panamericano | Caeleb Dressel                                                                              | 21 novembre 2020 | International Swimming League | Budapest, Ungheria         |        |
| 200 m                    | 1'48"66  | Record panamericano | Tom Shields                                                                                 | 22 novembre 2020 | International Swimming League | Budapest, Ungheria         |        |
| Misti                    |          |                     |                                                                                             |                  |                               |                            |        |
| 100 m                    | 49"28    | Record mondiale     | Caeleb Dressel                                                                              | 22 novembre 2020 | International Swimming League | Budapest, Ungheria         |        |
| 200 m                    | 1'49"51  | Record panamericano | Shaine Casas                                                                                | 10 dicembre 2024 | Campionati mondiali           | Budapest, Ungheria         |        |
| 400 m                    | 3'55"50  | Record panamericano | Ryan Lochte                                                                                 | 16 dicembre 2010 | Campionati mondiali           | Dubai, Emirati Arabi Uniti | [ 20 ] |
| Staffette a stile libero |          |                     |                                                                                             |                  |                               |                            |        |
| 4 × 50 m                 | 1'21"80  | Record mondiale     | Caeleb Dressel (20"43) Ryan Held (20"25) Jack Conger (20"59) Michael Chadwick (20"53)       | 14 dicembre 2018 | Campionati mondiali           | Hangzhou, Cina             | [ 21 ] |
| 4 × 100 m                | 3'01"66  | Record mondiale     | Jack Alexy(45"66) Luke Hobson (45"18) Kieran Smith (46"01) Chris Guiliano (45"42)           | 10 dicembre 2024 | Campionati mondiali           | Budapest, Ungheria         |        |
| 4 × 200 m                | 6'40"51  | Record mondiale     | Luke Hobson (1'38"91) Carson Foster (1'40"77) Shaine Casas (1'40"34) Kieran Smith (1'40"49) | 13 dicembre 2024 | Campionati mondiali           | Budapest, Ungheria         |        |
| Staffette miste          |          |                     |                                                                                             |                  |                               |                            |        |
| 4 × 50 m                 | 1'30"37  | Record panamericano | Ryan Murphy (22"61) Nic Fink (25"24) Shaine Casas (22"13) Michael Andrew (20"39)            | 17 dicembre 2022 | Campionati mondiali           | Melbourne, Australia       |        |
| 4 × 100 m                | 3'18''98 | Record panamericano | Ryan Murphy (48"96) Nic Fink (54"88) Trenton Julian (49"19) Kieran Smith (45"95)            | 18 dicembre 2022 | Campionati mondiali           | Melbourne, Australia       |        |

Legenda:  - Record del mondo;  - Record americano;

Record non ottenuti in finale: (b) - batteria; (sf) - semifinale; (s) - staffetta prima frazione.

### Donne
| Gara                     | Tempo    | +                   | Atleta                                                                                        | Data             | Evento                        | Luogo                               | Ref    |
| ------------------------ | -------- | ------------------- | --------------------------------------------------------------------------------------------- | ---------------- | ----------------------------- | ----------------------------------- | ------ |
| Stile libero             |          |                     |                                                                                               |                  |                               |                                     |        |
| 50 m                     | 22"83    | Record mondiale     | Gretchen Walsh                                                                                | 15 dicembre 2024 | Campionati mondiali           | Budapest, Ungheria                  |        |
| 100 m                    | 50"31    | Record panamericano | Gretchen Walsh                                                                                | 12 dicembre 2024 | Campionati mondiali           | Budapest, Ungheria                  |        |
| 200 m                    | 1'51"62  |                     | Claire Weinstein                                                                              | 15 dicembre 2024 | Campionati mondiali           | Budapest, Ungheria                  |        |
| 400 m                    | 3'52"88  |                     | Katie Ledecky                                                                                 | 28 ottobre 2022  | Coppa del Mondo               | Toronto, Canada                     |        |
| 800 m                    | 7'57"42  | Record mondiale     | Katie Ledecky                                                                                 | 5 novembre 2022  | Coppa del Mondo               | Indianapolis, Stati Uniti d'America |        |
| 1500 m                   | 15'08"24 | Record mondiale     | Katie Ledecky                                                                                 | 29 ottobre 2022  | Coppa del Mondo               | Toronto, Canada                     |        |
| Dorso                    |          |                     |                                                                                               |                  |                               |                                     |        |
| 50 m                     | 25"23    | Record mondiale     | Regan Smith                                                                                   | 13 dicembre 2024 | Campionati mondiali           | Budapest, Ungheria                  |        |
| 100 m                    | 54"02    | Record mondiale     | Regan Smith                                                                                   | 15 dicembre 2024 | Campionati mondiali           | Budapest, Ungheria                  |        |
| 200 m                    | 1'58"04  | Record mondiale     | Regan Smith                                                                                   | 15 dicembre 2024 | Campionati mondiali           | Budapest, Ungheria                  |        |
| Rana                     |          |                     |                                                                                               |                  |                               |                                     |        |
| 50 m                     | 28"77    |                     | Lilly King                                                                                    | 21 novembre 2020 | International Swimming League | Budapest, Ungheria                  |        |
| 100 m                    | 1'02"50  |                     | Lilly King                                                                                    | 22 novembre 2020 | International Swimming League | Budapest, Ungheria                  | [ 22 ] |
| 200 m                    | 2'12"50  | Record mondiale     | Kate Douglass                                                                                 | 13 dicembre 2024 | Campionati mondiali           | Budapest, Ungheria                  |        |
| Farfalla                 |          |                     |                                                                                               |                  |                               |                                     |        |
| 50 m                     | 23"94    | Record mondiale     | Gretchen Walsh                                                                                | 10 dicembre 2024 | Campionati mondiali           | Budapest, Ungheria                  |        |
| 100 m                    | 52"71    | Record mondiale     | Gretchen Walsh                                                                                | 14 dicembre 2024 | Campionati mondiali           | Budapest, Ungheria                  |        |
| 200 m                    | 2'01"00  |                     | Regan Smith                                                                                   | 12 dicembre 2024 | Campionati mondiali           | Budapest, Ungheria                  |        |
| Misti                    |          |                     |                                                                                               |                  |                               |                                     |        |
| 100 m                    | 55"11    | Record mondiale     | Gretchen Walsh                                                                                | 13 dicembre 2024 | Campionati mondiali           | Budapest, Ungheria                  |        |
| 200 m                    | 2'0163   | Record mondiale     | Kate Douglass                                                                                 | 10 dicembre 2024 | Campionati mondiali           | Budapest, Ungheria                  |        |
| 400 m                    | 4'20"14  |                     | Katie Grimes                                                                                  | 14 dicembre 2024 | Campionati mondiali           | Budapest, Ungheria                  |        |
| Staffette a stile libero |          |                     |                                                                                               |                  |                               |                                     |        |
| 4 × 50 m                 | 1'33"89  | Record panamericano | Torri Huske (24"08) Claire Curzan (23"30) Erika Brown (23"74) Kate Douglass (22"77)           | 15 dicembre 2022 | Campionati mondiali           | Melbourne, Australia                |        |
| 4 × 100 m                | 3'26"29  | Record panamericano | Torri Huske (51"73) Kate Douglass (51"17) Claire Curzan (51"59) Erika Brown (51"80)           | 13 dicembre 2022 | Campionati mondiali           | Melbourne, Australia                |        |
| 4 × 200 m                | 7'30"13  | Record mondiale     | Alex Walsh (1'53"25) Paige Madden (1'53"18) Katie Grimes (1'53"39) Claire Weinstein (1'50"31) | 12 dicembre 2024 | Campionati mondiali           | Budapest, Ungheria                  |        |
| Staffette miste          |          |                     |                                                                                               |                  |                               |                                     |        |
| 4 × 50 m                 | 1'42"38  | Record panamericano | Olivia Smoliga (25"97) Katie Meili (29"29) Kelsi Dahlia (24"02) Mallory Comerford (23"10)     | 12 dicembre 2018 | Campionati mondiali           | Hangzhou, Cina                      | [ 23 ] |
| 4 × 100 m                | 3'40"41  | Record mondiale     | Regan Smith (54"02) Lilly King (1'03"02) Gretchen Walsh (52"84) Kate Douglass (50"53)         | 15 dicembre 2024 | Campionati mondiali           | Budapest, Ungheria                  |        |

Legenda:  - Record del mondo;  - Record americano;

Record non ottenuti in finale: (b) - batteria; (sf) - semifinale; (s) - staffetta prima frazione.

### Mista
| Gara                     | Tempo   | +               | Atleta                                                                                  | Data             | Evento              | Luogo                | Ref    |
| ------------------------ | ------- | --------------- | --------------------------------------------------------------------------------------- | ---------------- | ------------------- | -------------------- | ------ |
| Staffetta a stile libero |         |                 |                                                                                         |                  |                     |                      |        |
| 4 × 50 m                 | 1'27"89 | Record mondiale | Caeleb Dressel (20"43) Ryan Held (20"60) Mallory Comerford (23"44) Kelsi Dahlia (23"42) | 12 dicembre 2018 | Campionati mondiali | Hangzhou, Cina       | [ 24 ] |
| Staffetta mista          |         |                 |                                                                                         |                  |                     |                      |        |
| 4 × 50 m                 | 1'35"15 | Record mondiale | Ryan Murphy (22"37) Nic Fink (24"96) Kate Douglass (24"09) Torri Huske (23"73)          | 14 dicembre 2022 | Campionati mondiali | Melbourne, Australia |        |

Legenda:  - Record del mondo;  - Record americano;

Record non ottenuti in finale: (b) - batteria; (sf) - semifinale; (s) - staffetta prima frazione.

## Vasca corta (25yd)

### Uomini
| Gara                     | Tempo    | + | Atleta | Data                              | Luogo                                     |
| ------------------------ | -------- | - | --- | --------------------------------- | ----------------------------------------- |
| Stile libero             |          |   | |                                   |                                           |
| 50 yd                    | 17"63    |   | Caeleb Dressel                                                                                               | 22 marzo 2018                     | Minneapolis, Stati Uniti                  |
| 100 yd                   | 39"90    |   | Caeleb Dressel                                                                                               | 24 marzo 2018                     | Minneapolis, Stati Uniti                  |
| 200 yd                   | 1'29"15  |   | Dean Farris                                                                                                  | 27 marzo 2019                     | Austin, Stati Uniti                       |
| 500 yd                   | 4'06"32  |   | Kieran Smith                                                                                                 | 19 febbraio 2020 24 febbraio 2021 | Auburn, Stati Uniti Columbus, Stati Uniti |
| 1000 yd                  | 8'33"93  |   | Clark Smith                                                                                                  | 8 dicembre 2015                   | Austin, Stati Uniti                       |
| 1650 yd                  | 14'12"08 |   | Robert Finke                                                                                                 | 22 febbraio 2020                  | Auburn, Stati Uniti                       |
| Dorso                    |          |   | |                                   |                                           |
| 100 yd                   | 43"35    |   | Luca Urlando                                                                                                 | 25 marzo 2022                     | Atlanta, Stati Uniti                      |
| 200 yd                   | 1'35"73  |   | Ryan Murphy                                                                                                  | 26 marzo 2016                     | Atlanta, Stati Uniti                      |
| Rana                     |          |   | |                                   |                                           |
| 100 yd                   | 49"69    |   | Ian Finnerty                                                                                                 | 23 marzo 2018                     | Minneapolis, Stati Uniti                  |
| 200 yd                   | 1'47"91  |   | Will Licon                                                                                                   | 25 marzo 2017                     | Indianapolis, Stati Uniti                 |
| Farfalla                 |          |   | |                                   |                                           |
| 100 yd                   | 42"80    |   | Caeleb Dressel                                                                                               | 23 marzo 2018                     | Minneapolis, Stati Uniti                  |
| 200 yd                   | 1'37"35  |   | Jack Conger                                                                                                  | 25 marzo 2017                     | Indianapolis, Stati Uniti                 |
| Misti                    |          |   | |                                   |                                           |
| 200 yd                   | 1'38"10  |   | Destin Lasco                                                                                                 | 23 marzo 2023                     | Minneapolis, Stati Uniti                  |
| 400 yd                   | 3'33"42  |   | Chase Kalisz                                                                                                 | 24 marzo 2017                     | Indianapolis, Stati Uniti                 |
| Staffette a stile libero |          |   | |                                   |                                           |
| 4 × 50 yd                | 1'14"47  |   | Virginia Cavaliers Matt Brownstead (18"87) Matt King (18"49) Connor Boyle (18"63) August Lamb (18"48)        | 16 febbraio 2022                  | Atlanta, Stati Uniti                      |
| 4 × 100 yd               | 2'44"31  |   | NC State Wolfpack Ryan Held (41"05) Justin Ress (40"62) Jacob Molacek (41"02) Coleman Stewart (41"62)        | 24 marzo 2018                     | Minneapolis, Stati Uniti                  |
| 4 × 200 yd               | 6'03"89  |   | Texas Longhorns Luke Hobson (1'29"63) Coby Carrozza (1'30"50) Peter Larson (1'33"14) Carson Foster (1'30"15) | 22 marzo 2023                     | Minneapolis, Stati Uniti                  |
| Staffette miste          |          |   | |                                   |                                           |
| 4 × 50 yd                | 1'21"88  |   | California Golden Bears Daniel Carr (20"85) Connor Hoppe (23"01) Justin Lynch (19"77) Ryan Hoffer (18"25)    | 23 marzo 2018                     | Minneapolis, Stati Uniti                  |
| 4 × 100 yd               | 3'01"51  |   | California Golden Bears Ryan Murphy (44"32) Connor Hoppe (50"97) Matthew Josa (44"59) Michael Jensen (41"63) | 23 marzo 2017                     | Indianapolis, Stati Uniti                 |

### Donne
| Gara                     | Tempo    | + | Atleta | Data             | Luogo                     |
| ------------------------ | -------- | - | --- | ---------------- | ------------------------- |
| Stile libero             |          |   | |                  |                           |
| 50 yd                    | 20"83    |   | Gretchen Walsh                                                                                             | 15 febbraio 2023 | Greensboro, Stati Uniti   |
| 100 yd                   | 45"56    |   | Simone Manuel                                                                                              | 18 marzo 2017    | Greensboro, Stati Uniti   |
| 200 yd                   | 1'39"10  |   | Missy Franklin                                                                                             | 20 marzo 2015    | Greensboro, Stati Uniti   |
| 500 yd                   | 4'24"06  |   | Katie Ledecky                                                                                              | 16 marzo 2017    | Indianapolis, Stati Uniti |
| 1000 yd                  | 8'59"65  |   | Katie Ledecky                                                                                              | 13 dicembre 2015 | College Park, Stati Uniti |
| 1650 yd                  | 15'01"41 |   | Katie Ledecky                                                                                              | 12 marzo 2023    | Orlando, Stati Uniti      |
| Dorso                    |          |   | |                  |                           |
| 100 yd                   | 48"26    |   | Gretchen Walsh                                                                                             | 17 marzo 2023    | Knoxville, Stati Uniti    |
| 200 yd                   | 1'47"16  |   | Regan Smith                                                                                                | 10 marzo 2021    | Cary, Stati Uniti         |
| Rana                     |          |   | |                  |                           |
| 100 yd                   | 55"73    |   | Lilly King                                                                                                 | 22 marzo 2019    | Austin, Stati Uniti       |
| 200 yd                   | 2'01"29  |   | Kate Douglass                                                                                              | 18 marzo 2023    | Knoxville, Stati Uniti    |
| Farfalla                 |          |   | |                  |                           |
| 100 yd                   | 48"46    |   | Kate Douglass                                                                                              | 17 marzo 2023    | Knoxville, Stati Uniti    |
| 200 yd                   | 1'49"51  |   | Ella Eastin                                                                                                | 24 febbraio 2018 | Federal Way, Stati Uniti  |
| Misti                    |          |   | |                  |                           |
| 200 yd                   | 1'48"37  |   | Kate Douglass                                                                                              | 16 marzo 2023    | Knoxville, Stati Uniti    |
| 400 yd                   | 3'54"60  |   | Ella Eastin                                                                                                | 16 marzo 2018    | Columbus, Stati Uniti     |
| Staffette a stile libero |          |   | |                  |                           |
| 4 × 50 yd                | 1'24"47  |   | Virginia Cavaliers Kate Douglass (21"10) Alex Walsh (21"38) Lexi Cuomo (21"41) Gretchen Walsh (20"58)      | 16 febbraio 2022 | Atlanta, Stati Uniti      |
| 4 × 100 yd               | 3'05"84  |   | Virginia Cavaliers Kate Douglass (46"37) Alex Walsh (46"58) Maxine Parker (47"04) Gretchen Walsh (45"85)   | 18 marzo 2023    | Knoxville, Stati Uniti    |
| 4 × 200 yd               | 6'45"91  |   | Stanford Cardinal Simone Manuel (1'41"41) Lia Neal (1'42"15) Ella Eastin (1'41"89) Katie Ledecky (1'40"46) | 18 marzo 2017    | Indianapolis, Stati Uniti |
| Staffette miste          |          |   | |                  |                           |
| 4 × 50 yd                | 1'31"51  |   | Virginia Cavaliers Gretchen Walsh (22"77) Alex Walsh (26"30) Lexi Cuomo (22"10) Kate Douglass (20"34)      | 15 marzo 2023    | Knoxville, Stati Uniti    |
| 4 × 100 yd               | 3'22"34  |   | Virginia Cavaliers Gretchen Walsh (49"71) Alexis Wenger (56"79) Alex Walsh (49"59) Kate Douglass (46"25)   | 18 febbraio 2022 | Atlanta, Stati Uniti      |